# Медон (міфологія)
Медон (грец. Μέδωνας):
- оповісник у домі Одіссея. Розповів Пенелопі про намір її женихів убити Телемаха, коли той повернеться на батьківщину. За цю послугу Одіссей помилував його, караючи женихів;
- син Оїлея, брат Аякса Малого, що був під час Троянської війни ватажком фтіотів; його вбив Еней
- син Кодра, перший архонт в Афінах;
- син Пілада;
- аргоський володар.